# 落合正和
落合 正和（おちあい まさかず、12月17日 - ）は日本のネットメディア評論家、WEBマーケティングコンサルタント、観光コンサルタント、ブロガーであり、株式会社office ZERO-STYLE代表取締役社長。
一般財団法人デジタルスマートシティ推進財団の副理事長兼専務理事、一般財団法人日本中学生野球連盟の評議員・情報メディア室長、観光庁広域周遊観光促進専門家派遣事業ICT DX分野の登録専門家、日本観光推進総合研究所の所長、一般社団法人生成AI普及協会の協議員を務める。
千葉県柏市出身。ネット事件やセキュリティ、SNS、ネット動画配信サービスに関する解説をよく行っている。SNS、ブログに関連する著書がある。「ネット対テレビ、という構図が日本ではでき上がっている」と主張する。
柔道参段。

## 経歴
2011年より株式会社office ZERO-STYLEの代表取締役として活動している。専門はSNS及びWebメディアとブログの制作・運用で、これに関する書籍を著している。また、Webメディア評論家としても知られ、SEO、観光、地方創生などのテーマについても、テレビ、ラジオ、新聞等のメディアで発信している。
2016年より一般財団法人デジタルスマートシティ推進財団の副理事長兼専務理事として、デジタル技術を活用した地域の課題解決に取り組んでいる。また、一般財団法人日本中学生野球連盟の評議員・情報メディア室長として、中学生野球の発展に努めている。

## 著書
- 初めてのFacebook入門[決定版]（BASIC MASTER SERIES）秀和システム、2011/4/25 ISBN 978-4798029535
- ビジネスを加速させる 専門家ブログ制作・運用の教科書 つた書房 2019/4/26 ISBN 4905084334

## 出演

### テレビ
- 情報プレゼンター とくダネ!（2016年5月18日 フジテレビ）[19]
- Nスタ（2016年5月25日 TBS）[19]
- 諸事情により…（2016年1月12日 日本テレビ）[20]
- モーニングバード!（2015年9月4日 テレビ朝日）[19]
- ZIP!（2015年9月2日 日本テレビ）[19]
- 新・週刊フジテレビ批評（2012年12月15日 フジテレビ）[21]

### Web
- AbemaPrime（2016年6月3日　AbemaTV） ゲストコメンテーター[15]